# Рукер (комуна)
Рукер (рум. Rucăr) — комуна у повіті Арджеш в Румунії. До складу комуни входять такі села (дані про населення за 2002 рік):
- Рукер (6033 особи)
- Сетік (174 особи)

Комуна розташована на відстані 128 км на північний захід від Бухареста, 63 км на північ від Пітешть, 45 км на південний захід від Брашова.

## Населення
За даними перепису населення 2002 року у комуні проживали 6207 осіб.
Національний склад населення комуни:
| Національність | Кількість осіб | Відсоток |
| -------------- | -------------- | -------- |
| румуни         | 6176           | 99,5%    |
| цигани         | 29             | 0,5%     |
| угорці         | 2              | < 0,1%   |

Рідною мовою назвали:
| Мова      | Кількість осіб | Відсоток |
| --------- | -------------- | -------- |
| румунська | 6204           | > 99,9%  |
| угорська  | 2              | < 0,1%   |

Склад населення комуни за віросповіданням:
| Релігія       | Кількість осіб | Відсоток |
| ------------- | -------------- | -------- |
| православні   | 5750           | 92,6%    |
| лютерани      | 418            | 6,7%     |
| адвентисти    | 13             | 0,2%     |
| бретрени      | 13             | 0,2%     |
| п'ятдесятники | 12             | 0,2%     |
| римо-католики | 1              | < 0,1%   |